# Tranarpsbron
Tranarpsbron är en bro längs E4:an över Rönne å i Klippans kommun. Bron består av två separata brobanor och är belägen i Tranarp mellan Östra Ljungby och Åstorp i nordvästra Skåne.
Bron räknas med sina 549 meter som den näst längsta bron inom Skåne (efter den svenska delen av Öresundsbron) och uppfördes mellan 1994 och 1996. Den ersatte då en äldre överfart för E4:an som gick på en bank över ån ner genom Tranarpsdalen. Denna äldre överfart störde åns lopp och därför överspänner den nya Tranarpsbron hela dalgången, vilket har möjliggjort en återställning av åns flöde, samt åkermark och vall. Den invigdes den 19 oktober 1996.
Bron byggdes med Vägverket som byggherre och Vägverket Produktion som entreprenör och konstruktör.
År 2014 trafikerades bron av närmare 7 000 fordon per dygn (ÅDT). Hastighetsgränsen är 110 km/tim.

## Sektion och linjeföring
Bron är uppförd med två parallella helt fristående men identiska broar; "södra bron" och "norra bron".
Den fria brobredden är (lika på båda broarna) 11,25 meter, fördelat på körbana 7,5 m (två körfält), yttre vägren 2,75 m samt inre vägren 1,0 m.
Bron ligger i en svag S-kurva med kurvradier R1900 meter och R-1500 meter (minustecknet anger vänsterkurva), klotoider med A-värde 650 respektive 500 samt däremellan en 37 m lång raklinje. Tvärfallet är i den svagare kurvan (horisontalradie R1900) och på raklinjen 2,5 % samt i den tvärare kurvan 4 %. Raksträckan är bomberad och ytterkurvorna är uppbankade till positivt tvärfall (skevning). Bron ligger i en svag vertikalkurva, radie 25 000 m, med lågpunkt ca 100 m norr om södra landfästet.

## Vägyta
Bron uppfördes med beläggning av typ 90 Rubit + 70 HABT 16 på asfaltmastix på isoleringsmatta enligt regelverket BRO 94. 
Aktuella samt historiska foton av vägmiljön samt data om typ av beläggning samt utveckling hos dess skick kan hämtas från Trafikverkets databas, öppen för allmänheten. Mätning av textur i vänster hjulspår, utförd 2011-04-22, visar i vänster hjulspår anmärkningsvärt slät makrotextur med ned till under 0,3 mm i både norr- och södergående långsamfil. Låg makrotextur kan innebära risk för dålig vägfriktion till exempel vid våt vägbana. År 2012 införde Trafikverket riktvärden för åtgärd mot blankpolerad asfalt som kan bli trafikfarligt hal vid fukt, frost osv. Riktvärdet för vägar med hastighetsgräns 110 km/tim och trafikvolym 4000–8000 fordon per dygn (ÅDT) är ”Minst 0,35 mm makrotextur”. Ett exempel på åtgärd mot farligt blankpolerad asfalt är retexturering. Omfattande trafik med dubbdäck ger likvärdig trafiksäkerhetshöjande effekt på farligt slätpolerad eller blödande asfalt.

## Seriekrockarna 2013
Den 15 januari 2013 inträffade två masskrockar ungefär samtidigt på Tranarpsbron, en i varsin riktning på de åtskilda vägbanorna/broarna. Totalt var 84 fordon inblandade, varav 40 lastbilar. Krocken krävde ett människoliv och 49 personer fick föras till sjukhus, av vilka tre hade allvarliga skador. Vid tidpunkten för olyckorna var det extremt halt väglag och även dimmigt. Det var 16 minusgrader och vägbanan var mycket hal av frosthalka. Siktförhållandena hade dessutom snabbt ändrats från klart vinterväder till tät dimma med endast cirka 20 till 50 meters fri sikt. Den första krocken inträffade i den norrgående vägbanan och växte sedan snabbt. En stund därefter skedde även en olycka i södergående riktning. Det första larmet inkom klockan 11.02 och räddningstjänsterna i Åstorp och Klippan blev utlarmade klockan 11.04. Senare ankom även enheter från räddningstjänsterna i Helsingborg (Berga), Ängelholm och Örkelljunga. Totalt medverkade 17 enheter från 9 kommunala räddningstjänster, 13 enheter från ambulanssjukvården och 33 enheter från polismyndigheten. I halkan och dimman kom även fordon från räddningstjänsten att bli inblandade i olyckan, bland annat en tankbil och en ambulans. Styrkeledaren från Klippans räddningstjänst blev påkörd av en lastbil när denna till fots försökte att stoppa trafiken, men kunde trots detta fortsätta sitt arbete. Efter cirka 3,5 timmar hade man tagit hand om alla skadade och övergick till upprensning av olycksplatsen. Olyckan var en av de största i Sverige räknat i antal inblandade fordon. I efterhand konstaterades (se avsnitt om Vägyta ovan) att vägytans asfaltyta vid olyckstillfället var oacceptabelt blankpolerad, vilket kan ha medverkat till den svåra halkan vid det frostiga väglag som rådde.